# Liste des promotions télévisées Looney Tunes
Ceci est une liste des shows télévisés créés à partir des courts métrages de dessins animés de la série Looney Tunes.

## Shows originaux
| Titre | Année            | Sur LTGC (inclus en tant que bonus) | Commentaires                                                                                                  |
| --- | ---------------- | ----------------------------------- | --- |
| Daffy Duck and Porky Pig Meet the Groovie Goolies                                                                  | 16 décembre 1972 |                                     | Produit par Filmation, intégrant les personnages des Looney Tunes avec l'autorisation des studios Warner Bros |
| Carnival of the Animals                                                                                            | 22 novembre 1976 | Volume 5, Disque 4                  | Mélange de prises de vues réelles et d'animation.                                                             |
| A Connecticut Rabbit in King Arthur's Court (retitré Bugs Bunny in King Arthur's Court pour diverses rediffusions) | 23 février 1978  | Volume 6, Disque 1                  | |
| Bugs Bunny's Looney Christmas Tales                                                                                | 27 novembre 1979 | Volume 5, Disque 4                  | Trois courts-métrages montés ensemble.                                                                        |
| Daffy Duck's Easter Egg-Citement                                                                                   | 1er avril 1980   | Volume 6, Disque 1                  | Trois courts-métrages montés ensemble. DFE Films                                                              |
| Bugs Bunny's Bustin' Out All Over                                                                                  | 21 mai 1980      | Volume 5, Disque 4                  | Trois courts-métrages montés ensemble. Aussi disponible sur The Essential Bugs Bunny (12 octobre 2010).       |
| Ounce of Prevention                                                                                                | 1982             |                                     | Vidéo de prévention des dangers de brûlures domestiques.                                                      |

## Shows anniversaires
| Titre                                            | Année           | Commentaires                                |
| ------------------------------------------------ | --------------- | ------------------------------------------- |
| Bugs Bunny/Looney Tunes 50th Anniversary Special | 14 janvier 1986 | Contient des entrevues avec des célébrités. |
| Happy Birthday Bugs!: 50th Looney Years          | 15 août 1990    |                                             |

## Shows avec réutilisation de parties de courts métrages
| Titre                                           | Année            | Extraits de classiques de... | Commentaires |
| ----------------------------------------------- | ---------------- | --- | --- |
| Bugs Bunny's Easter Special                     | 7 avril 1977     | * Knighty Knight Bugs * Hillbilly Hare * Bully for Bugs * Tweety's Circus * Birds Anonymous * For Scent-imental Reasons * Rabbit of Seville * Little Boy Boo * Robin Hood Daffy * Sahara Hare | Sorti sur DVD. |
| Bugs Bunny in Space                             | 6 septembre 1977 | * Hare-Way to the Stars * The Hasty Hare * Mad as a Mars Hare * Duck Dodgers in the 24½th Century * His Hare-Raising Tale | Show sans nouvelle séquence animée. |
| Bugs Bunny's Howl-oween Special                 | 26 octobre 1977  | Avec Hazel la sorcière : * A-Haunting We Will Go * Broom-Stick Bunny * Bewitched Bunny * A Witch's Tangled Hare Autres cartoons : * Hyde and Go Tweet * Hyde and Hare * Scaredy Cat * Claws for Alarm * Transylvania 6-5000 | Sorti sur DVD. |
| How Bugs Bunny Won the West                     | 15 novembre 1978 | * Barbary Coast Bunny * Bonanza Bunny * 14 Carrot Rabbit * Aqua Duck * Wild and Woolly Hare * Drip-Along Daffy | Introduit en prise directe par l'acteur Denver Pyle. Inclus dans le DVD The Essential Bugs Bunny, sorti le 12 octobre 2010 aux États-Unis. La fin où Bugs chante Home on the Range est une séquence sonore extraite du court-métrage de 1951 intitulé The Fair-Haired Hare. |
| Bugs Bunny's Valentine                          | 14 février 1979  | * Hare Splitter *The Grey Hounded Hare * Little Beau Pepe * Of Rice and Hen * Devil May Hare * Hare Trimmed * The Super Snooper * Rabbit Romeo * Wild Over You | Sorti sur DVD comme Bugs Bunny's Cupid Capers |
| The Bugs Bunny Mother's Day Special             | 12 mai 1979      | * Bushy Hare * Stork Naked * Quackodile Tears * Mother Was a Rooster * Goo Goo Goliath * Apes of Wrath | Renommé ensuite Bugs Bunny's Baby Boomers |
| Bugs Bunny's Thanksgiving Diet                  | 15 novembre 1979 | * Rabbit Every Monday * Stop!Look!And Hasten! * Guided Muscle * Beep, Beep! * Tweet Dreams * Birds Anonymous * Freudy Cat * Canned Feud * Trip For Tat * Bedevilled Rabbit | |
| The Bugs Bunny Mystery Special                  | 26 octobre 1980  | * Big House Bunny * Bugs and Thugs * Hare Lift * Operation: Rabbit * Catty Cornered | |
| Daffy Duck's Thanks-for-Giving Special          | 20 novembre 1980 | * His Bitter Half * Robin Hood Daffy * Drip-Along Daffy | Contient un tout nouveau dessin animé de Duck Dodgers |
| Bugs Bunny: All American Hero                   | 21 mai 1981      | * Yankee Doodle Bugs * Bunker Hill Bunny * Dumb Patrol * The Rebel Without Claws * Ballot Box Bunny * Southern Fried Rabbit | |
| Bugs Bunny's Mad World of Television            | 11 janvier 1982  | * What's Up, Doc? * Tree Cornered Tweety * Past Perfumance * The Ducksters * Wideo Wabbit * This Is a Life? | |
| Bugs vs. Daffy: Battle of the Music Video Stars | 21 octobre 1988  | * Porky's Poppa * Porky's Poor Fish * Shake Your Powder Puff * Scrap Happy Daffy * Have You Got Any Castles? * Boobs in the Woods * The Fifth-Column Mouse * The Wearing of the Grin * Tweet Tweet Tweety * Tweety's Circus * A Scent of the Matterhorn * Hot Cross Bunny * Daffy Duck Hunt * Robot Rabbit * Yankee Doodle Daffy * Naughty Neighbors * Bosko's Picture Show * Polar Pals * The Fair-Haired Hare * What Price Porky * Daffy's Southern Exposure | Un des premiers shows produits par Warner Bros. où l'animation est en partie traditionnelle, en partie encrée et colorée par ordinateur. Sorti sur DVD avec Space Jam sur 2 disques.                                                                                        |
| Bugs Bunny's Wild World of Sports               | 15 février 1989  | * My Bunny Lies over the Sea * Sport Chumpions * 14 Carrot Rabbit * High Diving Hare * Upswept Hare * Muscle Tussle * To Duck or Not to Duck * Frigid Hare * Bad Ol' Putty Tat * Rabbit Fire * Bunny Hugged * Gone Batty * Lovelorn Leghorn * The Leghorn Blows at Midnight * Little Boy Boo | Inclus dans le DVD The Essential Bugs Bunny, sorti le 12 octobre 2010 aux États-Unis. |
| Bugs Bunny's Overtures to Disaster              | 17 avril 1991    | * What's Opera, Doc? * Rabbit of Seville * Baton Bunny * Daffy & Porky in the William Tell Overture * Back Alley Oproar*** | *** À l'époque de sa sortie, où Warner Bros n'a pu retrouver les droits sur leurs cartoons d'avant 1948 et où Ford et son équipe ont dû refaire ce court-métrage pour l'inclure dans le show.                                                                               |
| Bugs Bunny's Lunar Tunes                        | 1991             | * His Hare Raising Tale * Duck Dodgers in the 24½th Century * No Parking Hare * Lighter Than Hare * Boyhood Daze * There Auto Be A Law * The Hole Idea * Lumber Jerks * Rocket-bye Baby * Martian Through Georgia * A Kiddies Kitty * The Hasty Hare * Hare-Way to the Stars | Sorti directement sur VHS. |
| Bugs Bunny's Creature Features                  | 1er février 1992 | * Invasion of the Bunny Snatchers * The Duxorcist * Night of the Living Duck | |

## Renommages des titres parus enVHS
Plusieurs de ces shows ont porté un nouveau nom lors de leurs sorties en cassettes vidéo.
| TV title                                                       | VHS title                                                                    |
| -------------------------------------------------------------- | ---------------------------------------------------------------------------- |
| Carnival of the Animals                                        | Bugs and Daffy's Carnival of the Animals                                     |
| Bugs Bunny's Easter Special                                    | Bugs Bunny's Easter Funnies                                                  |
| A Connecticut Rabbit in King Arthur's Court                    | Bugs Bunny in King Arthur's Court                                            |
| Bugs Bunny's Howl-Oween Special Bugs Bunny's Creature Features | Bugs Bunny's Halloween Hijinks (deux shows précédents, montés à la suite)    |
| Bugs Bunny's Valentine                                         | Bugs Bunny's Cupid Capers                                                    |
| Daffy Duck's Easter Show                                       |                                                                              |
| Daffy Duck's Thanks-for-Giving Special                         | Daffy Duck in Hollywood (renommé pour la rediffusion télévisée)              |
| Bugs Bunny/Looney Tunes 50th Anniversary Special               | Bugs Bunny/Looney Tunes Jubilee, The (renommé pour la rediffusion télévisée) |